# Maracatu

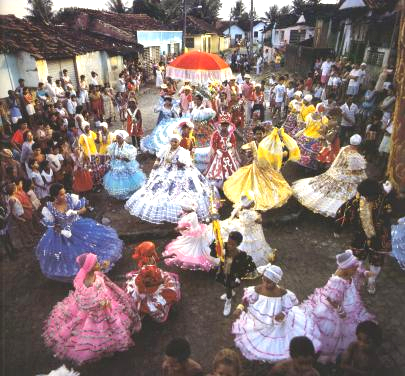
Maracatu Rural

Maracatu is de naam van een aantal culturele uitingen die voorkomen in de staat Pernambuco in het noordoosten van Brazilië, en die hun wortels hebben in de Afro-Braziliaanse cultuur. De belangrijkste uiterlijke kenmerken van de maracatu zijn specifieke zang, dans en kostuums. Voor de deelnemers gaat het vaak dieper dan dat, en is het onderdeel van hun culturele identiteit. Maracatu wordt meestal ingedeeld in de volgende vormen:
- Maracatu Nação of Maracatu Baque Virado
- Maracatu Rural

## Maracatu Nação
In de periode van de slavernij in Brazilië stelden de diverse slavengemeenschappen personen aan die een leiderschapsfunctie vervulden binnen de groep. Grote groepen noemden zichzelf vaak een "land" (nação), en deze leiders werd aangeduid als "Koning van Congo" (Rei do Congo). Hierbij werd Congo vooral gezien als een mystiek land in Afrika waar de slaven naar terugverlangden, ook al kwamen ze daar feitelijk niet allemaal vandaan.
Ook nadat de slavernij in 1888 was afgeschaft, bleven de ceremonies voor de instelling van nieuwe leiders doorgaan, ook al hadden deze nu deels een ceremoniële functie. Deze ceremonies groeiden uit tot de huidige vorm van maracatu.
Het ritueel is een mengeling van muziek en dans van Afrikaanse oorsprong, en een soort persiflage op het Portugese hof in de koloniale periode. Dit laatste komt vooral in de kostuums terug. Hoewel het een seculiere ceremonie is, komen er elementen in voor van Afro-Braziliaanse religies zoals de candomblé.
De zang is gestructureerd als een spel van vraag en antwoord. De koning zingt een frase, en een koortje (meestal bestaand uit vrouwenstemmen) antwoordt. Voor de muziek worden de volgende instrumenten gebruikt:
- Alfaia: een grote trommel, waarvan het vel met touwen gespannen is.
- Gonguê: een metalen koebel.
- Tarol: een platte snaredrum.
- Caixa-de-guerra: ook een soort snaredrum.
- Abê: gemaakt van een kalebas die bedekt is met een net van kralen die heen en weer geschud worden.
- Mineiro: een metalen cilinder, gevuld met stukjes metaal of zaadjes.

## Maracatu Rural
In Maracatu Rural is deze Afrikaanse traditie aangevuld met elementen die komen vanuit de Europese immigranten in Brazilië. De muziek beschrijft het leven op het Braziliaanse platteland, bijvoorbeeld het werken op de suikerrietplantage of de verhouding met de grootgrondbezitter. Een belangrijk personage is een inheems figuur die caboclo genoemd wordt en die met een bewerkelijk kostuum wordt uitgebeeld.
Een muzikaal verschil met Maracatu Nação is het gebruik van blaasinstrumenten als de trompet en de trombone. Het is duidelijk dat deze vorm meer in het binnenland wordt opgevoerd.

## Moderne tijd
Tegenwoordig wordt de maracatu vooral opgevoerd op het carnaval van Recife, Olinda en in het binnenland van Pernambuco. De groepen repeteren meestal het hele jaar en besteden veel aandacht aan hun kostuums.
De groepen die maracatu uitvoeren heten nog steeds Nações (meervoud van Nação). Een klein aantal van hen gaat terug tot de 19e eeuw. De meeste zijn echter in de laatste decennia ontstaan, binnen een soort revival van de Afrikaanse cultuur in Brazilië. Maracatu is in Europa vooral bekend geworden door de recentere groep Maracatu Nação Pernambuco.
Moderne Braziliaanse zangers en groepen nemen soms elementen uit de maracatu in hun muziek op, als een eerbetoon aan deze cultuur. Voorbeelden hiervan zijn Gilberto Gil en Jorge Ben Jor. (Zie van de laatste bijvoorbeeld de single Mas que nada, waarvan in Nederland een versie op de eerste plaats in de top-40 heeft gestaan, en waar het woord maracatu in de tekst voorkomt.)
In de afgelopen jaren vormde de groep Chico Science e Naçaõ Zumbi een belangrijke impuls voor de populariteit van maracatu. Zij gebruiken alfaias in hun muziek. Zij noemen hun muziekstijl Manguebeat, dit is een combinatie van rock, rap en maracatu.